# John Bodkin Adams
John Bodkin Adams (1899-1983) a fost un medic englez, criminal în serie.